# Kawhmu
Kawhmu är en kommun i Myanmar.   Den ligger i regionen Yangonregionen, i den södra delen av landet, 400 km söder om huvudstaden Naypyidaw. Antalet invånare är 125 812.